# Uauá
Uauá là một đô thị thuộc bang Bahia, Brasil. Đô thị này có diện tích 2950,274 km², dân số năm 2007 là 27196 người, mật độ 9,2 người/km².